# Hablot Knight Browne
Hablot Knight Browne, född 12 juli 1815 och död 8 juli 1882 var en brittisk målare och grafiker under signaturen Phiz.
Browne har framför allt gjort sig känd som kongenial illustratör till de flesta av Charles Dickens arbeten. Dessutom utgav han flera humoristiska bildserier.

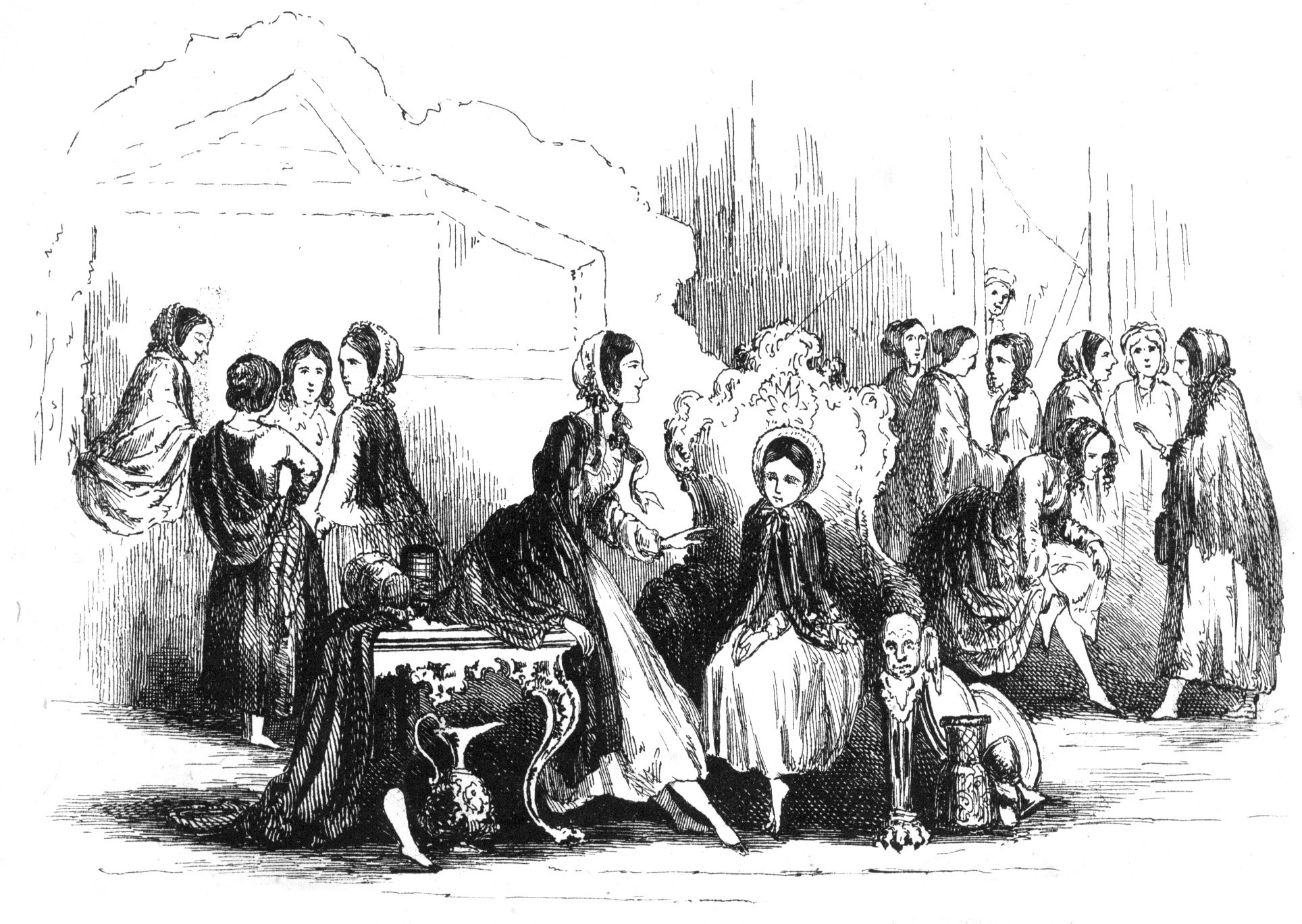
Ur Liten Dorrit.
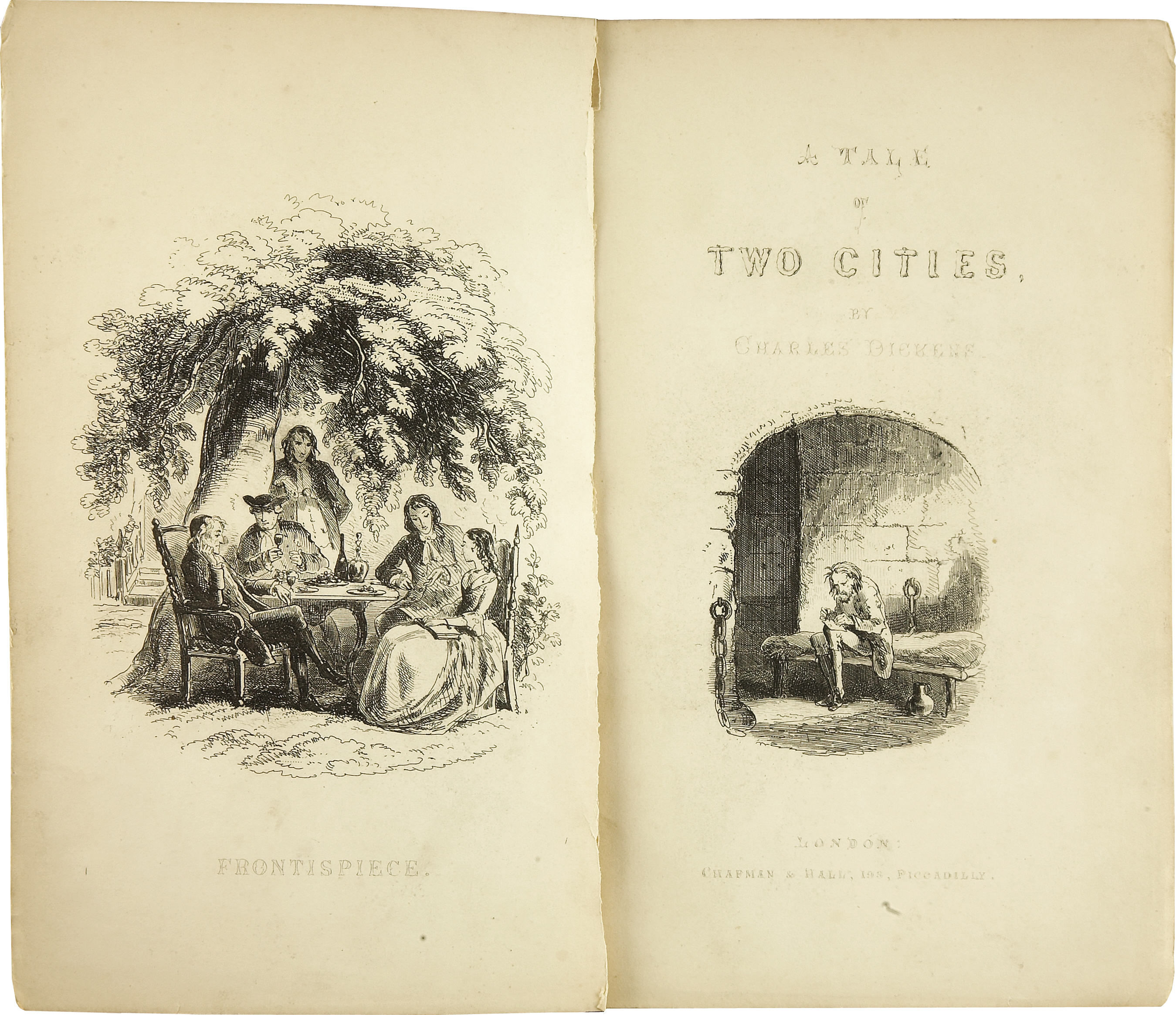
Ur A Tale of Two Cities (1859).